# Chronic (película)
Chronic es una película drama mexicano-estadounidense, dirigida por Michel Franco. Fue seleccionada para competir por la Palma de Oro en el Festival de Cannes 2015. Obtuvo el premio al Mejor Guion en dicho festival.

## Argumento
David es un enfermero a domicilio que trabaja con pacientes terminales. Con el tiempo, David desarrolla una relación personal que va más allá de lo profesional con sus pacientes. Eso lo lleva a conocerse también a sí mismo y tratar de reconectar con la familia que abandonó, a la vez que pasa junto a sus pacientes los últimos días de estos.

## Reparto
- Tim Roth como David.
- Bitsie Tulloch como Lidia.
- David Dastmalchian como Bernard.
- Claire van der Boom como Alice.
- Sarah Sutherland como Nadia.
- Tate Ellington como Greg.
- Joe Santos como Issac Sr.
- Michael Cristofer como John.
- Nailea Norvind como Laura.

## Premios y nominaciones
| Premio                     | Categoría      | Nominados | Resultado | Ref(s) |
| -------------------------- | -------------- | --------- | --------- | ------ |
| Premios Independent Spirit | Mejor película | Chronic   | Pendiente | [ 3 ]  |
| Premios Independent Spirit | Mejor actor    | Tim Roth  | Pendiente | [ 3 ]  |